# Francis Hutcheson

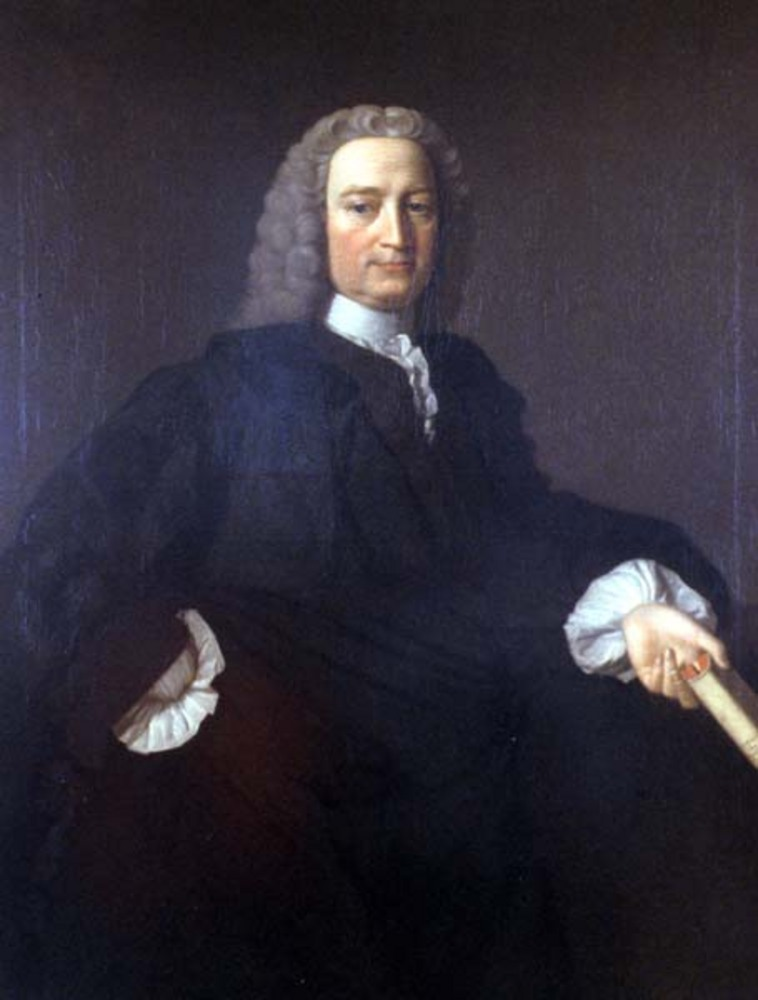

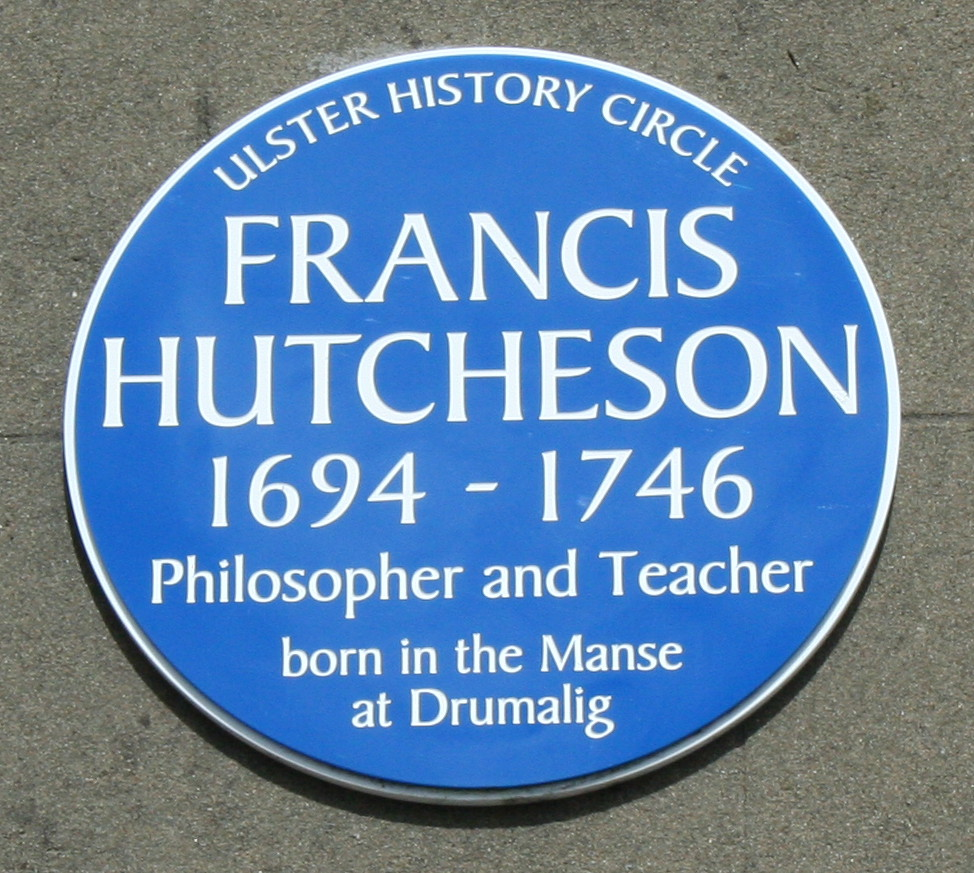
Gedenkplaat voor Francis Hutcheson op de Guildhall in Saintfield, Noord-Ierland

Francis Hutcheson (Drumarig, bij Saintfield, Noord-Ierland, 8 augustus 1694 - Glasgow, 8 augustus 1746) was een Schotse filosoof, die in Ierland geboren werd in een familie van Schotse Presbyterianen. Hij was van een van de grondleggers van de Schotse verlichting.
In 1730 werd hij professor in Glasgow. Zijn werkterrein was de moraalfilosofie. Hij baseerde zijn morele filosofie niet op de Bijbel, maar op de menselijke natuur. Volgens Hutcheson hebben mensen naast egoïstische neigingen ook een moral sense, een neiging om welwillend te handelen. In zijn filosofie wordt het streven naar het grootst mogelijke geluk voor het grootst mogelijke aantal mensen als hoogste goed voorgesteld. Hiermee is Hutcheson een van de voorlopers van het utilitarisme.